# Oskar von Redwitz

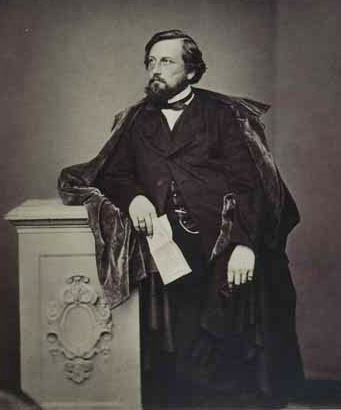
Oskar von Redwitz

Oskar von Redwitz,  född 1823 i Bayern, död 1891, var friherre, tysk författare,
Oskar von Redwitz började att arbeta som ämbetsman 1849, men lämnade snart den banan för litterära och språkliga studier. En samling ultramontant agitatoriska och känslosamma dikter under benämning Amaranth (1849, svensk översättning "Walter och Amarant") väckte stort uppseende och bidrog till hans utnämning till professor i estetik och allmän litteraturhistoria vid universitetet i Wien 1851. Han avsade sig dock professuren redan 1852 eftersom han endast hade dilettantiska kunskaper. Sedermera hängav han sig åt ett produktivt författarskap, som omfattade arbeten både i bunden och obunden form och som småningom kom att förespråka frisinnade åskådningar.

## Verk i urval

### Diktsamlingar
- Amaranth (1849)
- Gedichte (1852)
- Das lied vom neuen deutschen reich (1871 omkring 600 sonetter)
- Ein deutsches hausbuch (1883)

### Romaner
- Herman Stark, deutsches leben (1868)

### Dramer
- Sieglinde (1853)
- Thomas Morus (1856)
- Philippine Welser (1859)
- Der doge von Venedig (1863)